# 1576 az irodalomban

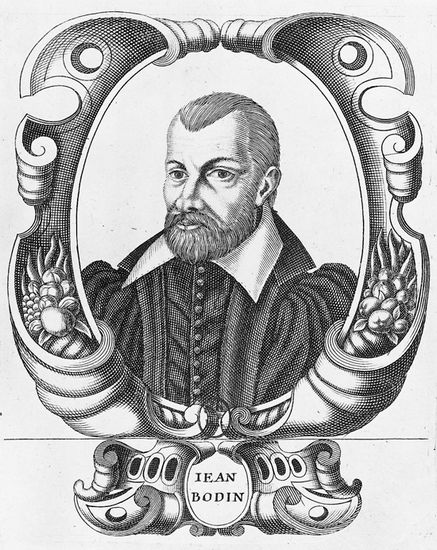
Jean Bodin

Az 1576. év az irodalomban.

## Új művek
- Jean Bodin francia jogtudós, politikafilozófus államelméleti munkája: Les six livres de la république (Hat könyv a köztársaságról vagy másképp: Az állam).
- George Gascoigne angol költő szatírája: The Steele Glas (Az acél tükör).

## Halálozások
- január 19. – Hans Sachs német mesterdalnok, drámaíró (* 1494)